# منتخب الولايات المتحدة لكرة الأرض للسيدات
منتخب الولايات المتحدة الوطني لكرة الأرض للسيدات (بالإنجليزية: United States women's national floorball team)‏ هو ممثل الولايات المتحدة الرسمي في المنافسات الدولية في كرة الأرض للسيدات.